# 블라이나이궨트

블라이나이궨트

블라이나이궨트(웨일스어: Blaenau Gwent)는 웨일스 남부에 위치한 주급 자치시로 행정 중심지는 에부베일이며 면적은 109km2, 인구는 69,800명(2011년 기준), 인구 밀도는 628명/km2이다. 동쪽으로는 몬머스셔와 토르바인, 서쪽으로는 카이어필리 자치시, 북쪽으로는 포이스와 접한다.